# Josef Harmelin
Josef Harmelin (hebrejsky יוסף הרמלין‎, žil 1922 – 12. září 1994) byl izraelský voják, diplomat a ředitel Šin bet.

## Biografie
Narodil se ve Vídni v Rakousku. Byl členem vedení sionistické mládežnické organizace Mládí Makabi a sportovního klubu ha-Koach a byl považován za výborného plavce.
V roce 1939 podnikl aliju do Britské mandátní Palestiny a stal se členem kibucu Neve Jam. Během druhé světové války bojoval jako dobrovolník v řadách britské armády. V roce 1948 vstoupil do Izraelských obranných sil, v jejichž řadách bojoval ve válce za nezávislost.
O rok později vstoupil do Šin bet a postupně se vypracoval až na funkci ředitele, v níž působil napoprvé v letech 1964 až 1974. Po svém odchodu pracoval v ropném průmyslu a dále jako izraelský velvyslanec v Íránu a Jihoafrické republice.
V roce 1986 byl opětovně jmenován do funkce ředitele Šin bet; jeho úkolem bylo stabilizovat tuto službu po aféře autobusu číslo 300, při níž byli dva zadržení palestinští teroristé ubiti agenty Šin bet a vedení této služby při následném vyšetřování falšovalo důkazy a nutilo své příslušníky křivě vypovídat. Pozici ředitele opustil v roce 1988 a odešel do důchodu.